# Thomas Bohrer
Thomas Robert Bohrer (* 6. August 1963 in West Islip, New York) ist ein ehemaliger amerikanischer Ruderer und späterer Rudertrainer.
Der 1,93 m große Thomas Bohrer gewann bei den Olympischen Spielen 1988 zusammen mit Raoul Rodriguez, Richard Kennelly und David Krmpotich die Silbermedaille im Vierer ohne Steuermann hinter dem Boot aus der DDR und vor dem Boot aus der BRD. Im Jahr darauf mit John Rusher für Krmpotich erkämpfte der US-Vierer erneut Silber hinter der DDR, Bronze gewannen bei den Weltmeisterschaften 1989 die Neuseeländer. 1990 ruderte Thomas Bohrer im US-Achter und belegte in dieser Bootsklasse den fünften Platz bei den Weltmeisterschaften 1990.
1991 kehrte Bohrer in den Vierer zurück. In der Besetzung Thomas Bohrer, Patrick Manning, Jeffrey McLaughlin und Michael Porterfield erkämpfte das Boot die Silbermedaille hinter den Australiern und vor dem deutschen Vierer. Mit Douglas Burden für Porterfield belegten Bohrer, Manning und McLaughlin auch bei den Olympischen Spielen 1992 den zweiten Platz hinter den Australiern, Bronze erhielten die Slowenen. 1993 war Bohrer der einzige Ruderer aus dem Vorjahresboot, der bei den Weltmeisterschaften erneut im Vierer saß, zusammen mit Sean Hall, Jeffrey Klepacki und James Neil gewann er Bronze hinter den Franzosen und den Polen. Seine letzte internationale Regatta ruderte Bohrer bei den Weltmeisterschaften 1994 in Indianapolis, im Zweier ohne Steuermann belegte er den achten Platz.
Bohrer arbeitet seit seinem Karriereende als Rudertrainer. 2008 begann er als Cheftrainer an der Boston University, 2015/2016 war seine achte Saison in dieser Position.